# 宮嵜守史
宮嵜 守史（みやざき もりふみ、1976年7月19日 - ）は、日本のラジオディレクター、プロデューサー。群馬県吾妻郡草津町出身。番組制作会社・TBSグロウディア（旧テレコム・サウンズ→TBSプロネックス） イベントラジオ事業本部ラジオ制作部所属。群馬県立渋川高等学校、関東学院大学経済学部卒業。

## 人物
- 実家は草津温泉の温泉饅頭屋[3]。
- 愛称は「イキリーさん」[4]、「ヒゲちゃん」[5]、「逆さ顔」[6]、「ひょうろくだま」[6]、「若旦那」[6]、「ザキミヤ」、「フィアーザ」、「座敷わらし」など。TENGAマニアでもあり、東京「Asagaya Loft A」のTENGAファンイベントにも出演したことがある[4]。
- 2016年現在「JUNK」総合プロデューサー[7]。
- AV女優で恵比寿マスカッツ三代目リーダー希志あいののファン[要出典]。おねだりマスカットSP!にも出演した[8]。
- 元ゾフィー上田航平と元AKB48松井咲子の結婚のキューピッド役を務めた[9]。

## 担当番組
ディレクター
- JUNK おぎやはぎのメガネびいき（木 25:00-27:00）

番組審査員
- マイナビ Laughter Night（金 24:00-25:00）[10]

## 担当番組（プロデューサー）
- JUNK
  - 伊集院光 深夜の馬鹿力（月 25:00-27:00）
  - 爆笑問題カーボーイ（火 25:00-27:00）
  - 山里亮太の不毛な議論（水 25:00-27:00）
  - おぎやはぎのメガネびいき（木 25:00-27:00）
  - バナナマンのバナナムーンGOLD（金 25:00-27:00）
- TBSラジオ平日24時台枠
  - アルコ&ピース D.C.GARAGE（火 24:00-25:00）
  - ハライチのターン!（木 24:00-25:00、以前はディレクター兼任）

### 過去の担当番組
- 生島ヒロシのおはよう一直線（月～金 5:30-6:30）
- JUNK
  - 雨上がり決死隊べしゃりブリンッ!（水 25:00-27:00）
  - 極楽とんぼの吠え魂（金 25:00-27:00）
  - JUNK 交流戦スペシャル（金 25:00-27:00）
- 小島慶子　キラ☆キラ（月・木担当 13:00-15:30）
- 友近のこんなの初めて（月 18:00-18:30）
- 浅草キッドの全国おとな電話相談室（日　8:30-9:00）
- 赤坂お笑いDOJO
- ピエール瀧・ビビる大木の「おっさんニュース年録2011」（2011年12月29日放送の特番）
- ケンドーコバヤシのウルトラソウル（特番）
- デブッタンテ（土 28:00-29:00）
- うしろシティ 星のギガボディ（水 24:00-25:00）

## 書籍
- 『ラジオじゃないと届かない』ポプラ社、2023年3月23日。ISBN 978-4591174838。